# 王冰 (1930年)
王冰（1930年—2012年5月19日），男，北京人，中国演员、编剧，中国青年艺术剧院一級演員。電視代表作品《唐明皇》的宋璟、《走向共和》的李鸿章、《沧海百年》的乾隆帝、電影代表作品《建国大业》的张澜。

## 生平

### 早年经历
王冰1942年至1948年就读于通县师范学校。1949年初曾加入华北艺大戏剧系（中央戏剧学院前身）。后来任小学教导主任、大兴县文化馆馆长，写过曲艺、杂文、小剧本、话剧剧本。1950年调中央电影学校任校长秘书。1953年毕业于中国人民大学夜大学。
1954年调入中国青年艺术剧院（现已并入国家话剧院）任演员，与王培、王瞳和王尚信曾有“四大天王”之说。他主演的舞台剧《保尔柯察金》，话剧《费加罗的婚礼》《哈姆雷特》，曾演遍中国的大江南北。1979年加入中国共产党。1990年退休以后，由于身体原因，彻底退出了话剧的演出舞台，转而在影视剧中客串角色。1990年，王冰在陈家林导演、刘威主演的《唐明皇》中出演贤臣宋璟。1995年，又在陈家林导演、刘晓庆主演的《武则天》里出演贤相狄仁杰。

### 饰演李鸿章
王冰最令观众熟悉的螢幕形象为李鸿章。2000年王冰接到电视剧《走向共和》剧本，当时70岁的王冰与剧中李鸿章同龄。古稀之年，感悟李鸿章的心路历程，王冰的生活经历为他提供了非常好的表演体验。当时媒体报道称，作为全剧组年龄最大的演员，王冰相当敬业，因为有段时间要抢拍他和日本演员的戏，曾创下了连着拍戏24小时的“纪录”，拍完戏人已瘦得变形。
2001年9月，《走向共和》开拍前，王冰提前一个月进入剧组，看了很多关于李鸿章的书籍，包括《李鸿章的处世艺术》、《李鸿章的从政艺术》，研读了编剧之一张建伟写的关于清末历史的5本书籍。他曾说，“在《走向共和》一剧中，编剧以全新的视角，重新看待李鸿章的『卖国』行为。我从内心深处升起一种塑造这一全新李鸿章的强烈欲望。” 王冰凭借与历史照片中李鸿章相似的外形，以及曾在话剧《一代风流》中饰演过蔡锷对那段历史颇为熟悉，再加上人生阅历的积淀，其表演被公认为这个人物难以逾越的高峰。
演过《走向共和》这部戏后，王冰长时间处于休整状态。王冰曾感叹：“在《走向共和》这部戏时，很多场戏，我都是从自己的感情存折里找到了表演根据。”

### 因病离世
2012年5月19日5时30分，王冰因突患肺部感染医治无效去世，享年82岁。5月23日上午，其遗体告别仪式在八宝山公墓举行。

## 评价
2012年5月23日17点59分新浪棋牌写手、《围棋天地》专栏作者杨烁发微博追忆王冰。杨烁5月23日17点59分在微博中说道：“2012年5月19日，著名老艺术家王冰病逝，享年82岁，今天进行了遗体告别。王冰老师曾于《走向共和》中饰演李鸿章、《卧薪尝胆》中饰演伍子胥、《建国大业》中饰演张澜等，演技与气派对近十年来我的影响不可以道里计。惊闻讣告，心绪莫名。各家媒体竟无一报道，人世实在炎凉@马伯庸”。并附上老先生讣告一份及剧照几张，一代戏骨黯然离世竟无任何新闻。
演员王劲松：“惊闻，无语，难过，竟错过相送。”

## 表演作品

### 电视剧
- 1990年《唐明皇》饰演（宋璟）
- 1995年《武则天》饰演（狄仁杰）
- 1997年《月亮背面》饰秦行长
- 2002年《蟋蟀四爷》
- 2003年《走向共和》饰演（李鸿章）
- 2004年《滄海百年》饰演（乾隆帝）
- 2004年《风吹云动星不动》饰演（钮世铨）
- 2006年《人小鬼大刘罗锅》饰演（乾隆帝）
- 2007年《卧薪尝胆》饰演（伍子胥）

### 话剧
- 《保尔柯察金》
- 《费加罗的婚礼》
- 《哈姆雷特》
- 《一代风流》饰演蔡锷

### 电影
- 1989年　《最后的贵族》中饰演李彤父亲
- 1990年　《父子老爷车》
- 2009年　《建国大业》饰演（张澜）

## 家庭
王冰的妻子是清华大学的医生，他们有两个女儿，一个在科学院搞科研工作；另一个是生意人。在两个女儿成人的时候，正值“文革”王冰挨批斗的时期，由于王冰本人一度对当演员心灰意冷，两个女儿都没有从事演员职业。其“文革”时期被关进“牛棚”接受审查的经历，成了自己塑造李鸿章被罢官后失落心情的生活沉淀。